# Gardez (huyện)
Gardez là một huyện thuộc tỉnh Paktia, Afghanistan. Dân số thời điểm năm 1999 là 64,203 người.